# Mildred Natwick
Mildred Natwick (Baltimore, 19 de juny de 1905 - 25 d'octubre de 1994) va ser una actriu estatunidenca d'escena, cinema i televisió. El 1967, va obtenir una nominació al Premi de l'Acadèmia pel seu paper secundari a Barefoot in the Park. Va ser nominada a dos premis Tony el 1957 i 1972 i va guanyar un Premi Primetime Emmy pel seu treball en la minisèrie The Snoop Sisters, al costat de Helen Hayes.

## Biografia
Mildred Natwick va néixer a Baltimore, com a filla d'un home de negocis, i va assistir a la Bryn Mawr School de Baltimore.
Natwick va començar a actuar a l'escenari als 21 anys amb "The Vagabonds", un grup de teatre no professional a Baltimore. Aviat es va unir als University Players de Cap Cod. Natwick va fer el seu debut a Broadway, en 1932 interpretant la senyora Noble en l'obra de Frank McGrath Carry Nation, sobre la famosa croada de la temprança Carrie Nation. Al llarg de la dècada de 1930 va protagonitzar diverses obres de teatre, sovint col·laborant amb l'amic i l'actor-director-dramaturg Joshua Logan.
A Broadway, va interpretar "Prossy" en la producció de Katharine Cornell Càndida. Va fer el seu reeixit debut cinematogràfic el 1940, amb un paper secundari a El retorn a casa de John Ford i va interpretar una terratinent a Miracle d'amor (1945).
Natwick és recordada per petits però memorables papers en diversos clàssics de cinema de John Ford, inclosos Three Godfathers (1948), La legió invencible (1949) i The Quiet Man (1952). Va fer de Miss Ivy Gravelyt, a la pel·lícula d'Alfred Hitchcock The Trouble with Harry (1955), i de bruixa a The Court Jester (1956).
Va seguir apareixent a l'escenari, i va fer regularment aparicions com a actriu convidada en sèries de televisió. Fou nominada dos cops al Premi Tony: el 1957 per The Waltz of the Toreadors, el mateix any, també va protagonitzar Tammy and the Bachelor amb Debbie Reynolds i Leslie Nielseni el 1972 pel musical 70 Girls 70. Va tornar al cinema amb Barefoot in the Park (1967) com a mare del personatge interpretat per Jane Fonda. El paper va guanyar a Natwick la seva única nominació al l'Oscar a la millor actriu secundària.un dels papers memorables de Natwick fou a The House Without a Christmas Tree (1972), protagonitzada per Jason Robards i Lisa Lucas. L'èxit del programa va generar tres seqüeles: The Thanksgiving Treasure, The Easter Promise, i Addie and The King of Hearts.
El 1971, Natwick va ser coprotagonista amb Helen Hayes a la sèrie de televisió Do Not Fold, Spindle, or Mutilate, en què els seus personatges treballar junts com a divertits aficionats. L'èxit d'aquest telefilm va donar lloc a una sèrie el 1973-74, també anomenada The Snoop Sisters. Per la seva actuació, Natwick va guanyar un Premi Primetime Emmy. El 1981, Natwick es va unir a Hayes com els primers membres del Consell d'Assessors de la Riverside Shakespeare Company.
Va participar en sèries de televisió com ara McMillan & Wife, Family, Alice, The Love Boat, Hawaii Five-O, The Bob Newhart Show, i S'ha escrit un crim. Va fer la seva aparició final al cinema amb 83 anys, en el drama històric de 1988 Les amistats perilloses.

## Vida personal
Natwick, que mai no es va casar ni va tenir fills, va viure en un duplex a Park Avenue in Manhattan durant la major part de la seva vida. Era devota de la ciència cristiana. Com a republicana, va donar suport a la campanya de Dwight Eisenhower durant les eleccions presidencials de 1952.

## Mort
El 25 d'octubre de 1994, Natwick va morir de càncer a casa seva a Manhattan als 89 anys.És enterrada al Lorraine Park Cemetery de Baltimore.

## Filmografia (selecció)
- 1940: El retorn a casa
- 1945: Miracle d'amor
- 1945: Iolanda i el lladre
- 1947: A Woman's Vengeance
- 1948: The Kissing Bandit
- 1948: Three Godfathers
- 1949: La legió invencible
- 1950: Cheaper by the dozen
- 1952: The Quiet Man
- 1952: Against All Flags
- 1955: The Court Jester
- 1955: The Trouble with Harry
- 1956: Teenage Rebel
- 1957: Tammy and the Bachelor
- 1967: Barefoot in the Park
- 1969: Si avui és dimarts, això és Bèlgica
- 1972: Female Instinct
- 1973: Money to burn
- 1974: Daisy Miller
- 1984: Maid in America
- 1987: Deadly Deception
- 1988: Les amistats perilloses (Dangerous Liaisons)

## Premis
- Mildred Natwick va rebre una nominació a l'Oscar com a millor actriu secundària per Barefoot in the Park
- El 1968 va rebre una nominació als Premis Laurel com a millor actriu secundària per Barefoot in the Park (quart lloc)
- Primetime Emmy a la millor actriu secundària en minisèrie o telefilm
  - 1974 	Primetime Emmy a la millor actriu en minisèrie o telefilm per The Snoop Sisters
  - 1957 Nominada en la categoria millor actriu secundària per l'obra de teatre Blithe Spirit